# Květnové povstání českého lidu
Květnové povstání českého lidu bylo ozbrojené povstání českého lidu proti německým okupantům během druhé světové války na území Česka, které proběhlo začátkem května 1945. Účastnilo se ho v Česku aktivně asi 130 000 osob, plus 14 000 partyzánů (značná část z nich byla ruské, ukrajinské a běloruské národnosti). Dalších 100 000 lidí pomáhalo v Praze stavět barikády.

## Příprava na povstání
České země byly územím, které Němci okupovali ze všech nejdéle. Domácí odboj se začal formovat prakticky ihned po invazi, počítalo se s brzkým povstáním proti okupantům, ale rychlý postup německých sil po vypuknutí války brzy ukázal nereálnost těchto plánů. V prvních letech války se odbojáři na území Protektorátu soustředili především na dodávání zpravodajských informací britské zpravodajské službě. Odboj byl podporován výsadkáři, kteří byli do Protektorátu posílání jak ze Spojeného království, tak ze Sovětského svazu. Asi nejvýznamnějším projevem odporu byl atentát na zastupujícího říšského protektora Reinharda Heydricha, který spáchali českoslovenští výsadkáři vyslaní z Velké Británie.
Od roku 1944 pomýšlela československá exilová vláda v Londýně na přípravu ozbrojeného povstání na území Protektorátu. Výsadkáři měli zorganizovat podzemní armádu, které by se pak letecky dopravily zbraně. Většina výsadků, které byly takto vyslány, byla ale pozatýkána či neuspěla z jiného důvodu. Po potlačení Varšavského povstání si exilové ministerstvo národní obrany uvědomilo nemožnost zorganizování povstání touto cestou. V srpnu 1944 vypuklo povstání na sousedním Slovensku, německá vojska ho ale během dvou měsíců potlačila. Němci pak preventivně odebrali českým policistům pušky a Vládní vojsko odsunuli do Itálie.
Přesto docházelo na českém území ke stále významnějším projevům partyzánské války a průnikům partyzánských skupin na území Protektorátu Čechy a Morava. V druhé polovině roku 1944 hrála stále významnější roli odbojová organizace Rada tří. Mezi významná partyzánská uskupení patřily zejména Partyzánská brigáda Jana Žižky z Trocnova, partyzánské oddíly Jermak, Miroslav Tyrš, Jan Kozina a Mistr Jan Hus.[zdroj?]
Od podzimu 1944 se začala formovat odbojová organizace Česká národní rada (ČNR). Ta začala připravovat ozbrojené povstání proti Němcům. Nezávisle na nich připravovala povstání skupina kolem bývalých důstojníků Františka Slunečka, Karla Kutlvašra a Františka Bürgera. Obě skupiny o sobě až do vypuknutí povstání nevěděly. Oběma skupinám také chyběli vojáci a výzbroj. Zbraně, radiostanice a další vojenský materiál, které partyzánům slibovala letecky dodat exilová vláda, dlouho nebyly doručeny. Také Sověti zprvu odmítali dodávat zbraně. Teprve od poloviny března začali Britové dodávat povstalcům zbraně, dodávky ale byly stíhány mnoha problémy. Do 5. května 1945 se jimi podařilo vyzbrojit jen asi 1600 mužů, což bylo pro povstání nedostatečné. 27. dubna dodal zbraně také Sovětský svaz, další dodávku poslal v průběhu povstání.
Další partyzánské skupiny začaly vznikat hlavně v březnu a dubnu 1945, kdy došlo k vyvrcholení partyzánského boje proti německým okupantům, přičemž zejména na území východní a západní Moravy (Valašsko a Vysočina) docházelo i k otevřené partyzánské válce.[zdroj?] Byly stále častěji přepadávány německé kolony, byly vypouštěny pohonné hmoty z cisteren, vykolejovány vlaky a výbuchy ničeny mosty. Například 10. dubna 1945 byla značně poškozena důležitá železniční trať Brno–Jihlava, která nebyla až do konce války opravena. Při této akci byl vyhozen do povětří německý vojenský transport, při čemž zahynulo nebo bylo zraněno téměř 200 vojenských a dalších osob.[zdroj?] Kromě diverzních akcí na kolejích byly přepadávány nacistické posádky, muniční sklady, vojenské objekty, bylo přerušováno elektrické, telefonní a telegrafní vedení.[zdroj?]

## Vypuknutí povstání
Koncem dubna 1945 již sovětská vojska ve dvou operacích – Ostravské a Bratislavsko-brněnské – osvobodila část Moravy, což s pozdější zprávou o Hitlerově smrti zavdalo důvod pro otevřený odpor. Povstání začalo 1. května v Přerově, když se rozšířila mylná zpráva o kapitulaci Německa. Byla odzbrojována německá a maďarská vojska, moci se ujal Národní výbor. Povstání se téhož dne rozšířilo na Olomouc a okolní obce, avšak zde zasáhly jednotky SS. Povstalcům se však podařilo zastavit transport či likvidaci průmyslového zařízení a zásob, které chtěli Němci odvézt z Ostravska, Vsetínska a Zlínska. 2. května povstal Nymburk, Poděbrady, Chlumec nad Cidlinou a Úpice, dalšího dne Semily, Železný Brod, Turnov, Jilemnice, Stará a Nová Paka, Příbram, Beroun, Vizovice, 4. května Vsetín a Kladno, 5. května Louny, Jindřichův Hradec, Rokycany, Klatovy, Domažlice aj. Zhruba na tisíci místech byly zaznamenány protiokupační demonstrace, které spočívaly ve vyvěšování československých vlajek, odstraňování německých nápisů, ničení orientačních tabulek, manifestacích na oslavu osvobození, protestních akcích proti okupačním úřadům apod. Docházelo též ke stávkám ve fabrikách a k zabavování zbraní ze zbrojních závodů ve prospěch povstalců. K vyjednávání o převzetí moci došlo na více než 120 místech Protektorátu. V některých oblastech se povstání rozhořelo i díky činnosti partyzánských skupin, které ve stále větší míře vstupovaly do otevřeného boje. Např. ve Vsetíně zaútočila 4. května Partyzánská brigáda Jana Žižky z Trocnova na Němce, kteří začali provádět ve městě destrukční práce, jež musely být zastaveny. Město bylo po 4. hodině odpolední osvobozeno jednotkami 1. československého armádního sboru. Partyzánské skupiny hrály i velkou úlohu v Podkrkonoší i na jiných místech.

## Pražské (a jiná) povstání

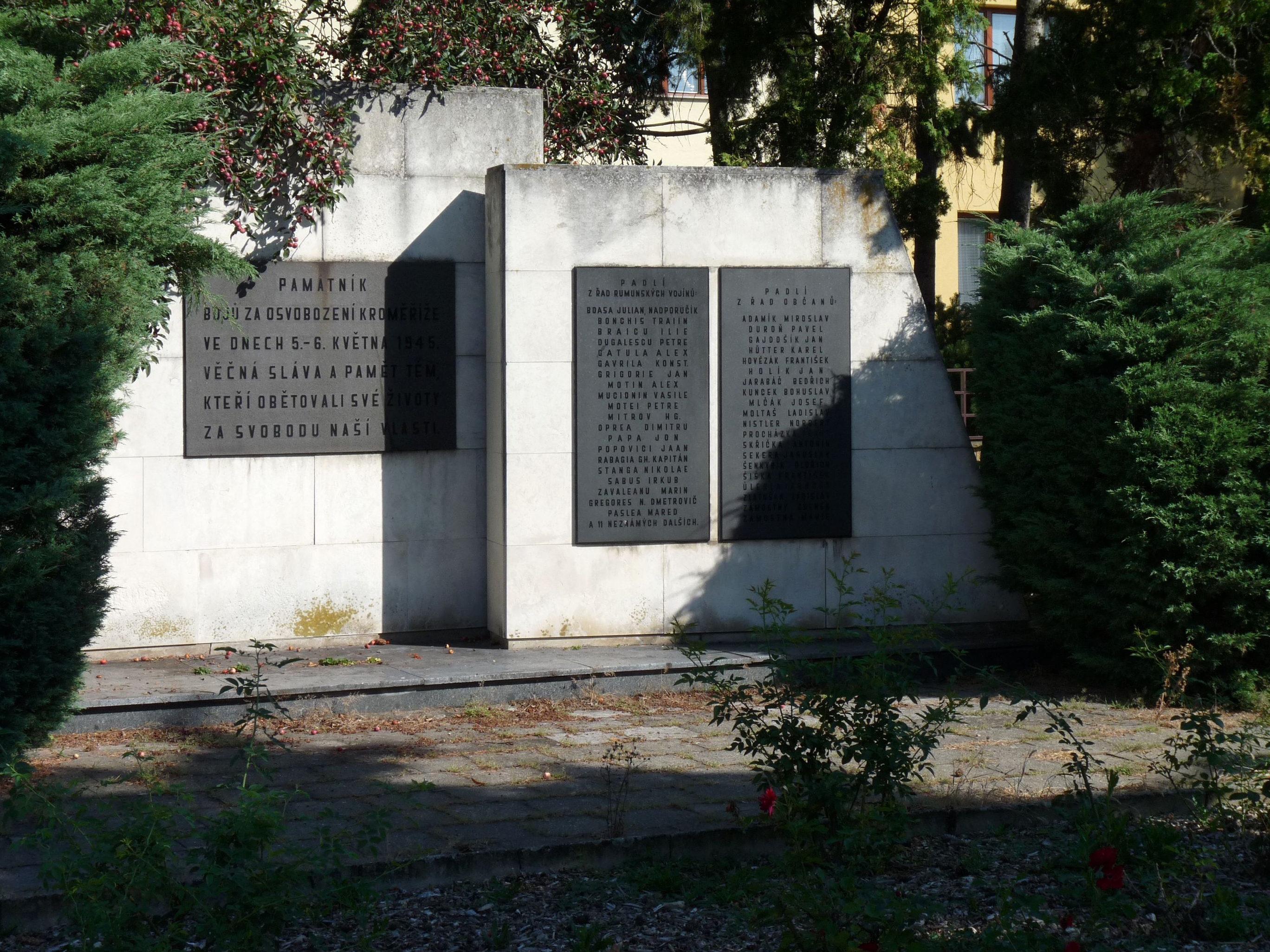
Rumunští vojáci a Češi, kteří zahynuli 5.–6. května v Kroměříži v boji proti Němcům

Dne 5. května vypuklo povstání v hlavním městě Praze. Česká národní rada vydala prohlášení o konci Protektorátu a o převzetí vládní a výkonné moci. I zde probíhaly nejdříve demonstrace, které však brzy přešly do otevřeného odporu. Povstalci v Praze i na celém území Čech a Moravy se zmocňovali zbraní, obsazovali pošty, železnice a důležité silniční křižovatky. K odbojovým a partyzánským skupinám se přidávaly tisíce povstalců z řad českého obyvatelstva; bývalí vojáci, četnictvo, i osvobození sovětští zajatci pracující na otrockých pracích na území Protektorátu. Okupantům bylo bráněno, aby uskutečnili odvoz strojů, zařízení a dopravních prostředků do Německa, aby nedocházelo k ničení továren atd. (plán ARLZ – taktika spálené země). Povstalci znemožňovali plynulé zásobování fronty i organizovaný ústup Wehrmachtu.
Povstání, které vypuklo ve 37 městech a 240 obcích, a účastnilo se ho 130 000 lidí plus 14 000 partyzánů, dostalo na některých místech tvrdý protiúder – německá vojska začala obsazovat důležité komunikace, ulice, křižovatky, nádraží a pošty, byl vyhlašován výjimečný stav, okupanti zajímali a vraždili rukojmí, aby zastrašili české obyvatelstvo. Jejich cílem bylo nepřipustit, aby bylo vytvořeno souvislé povstalecké území. Přesto se povstalcům podařilo na sebe vázat značnou sílu německých vojsk, které nemohlo být použito na potlačení povstání v Praze. Venkov dodával Praze nejen potraviny, ale i zdravotnický materiál a lehké zbraně; byly budovány zátarasy a odstřelovány mosty, aby byla wehrmachtu a jednotkám Waffen SS co nejvíce ztížena doprava. Odpor obyvatelstva pokračoval i na venkově, kde se neustále rozšiřoval. Na řadě míst došlo k otevřenému boji, jinde pouze k sabotážním akcím. Němci se ve stále větší míře uchylovali k vraždám a masakrům českých obyvatel, které brali jako rukojmí nebo které popravovali pro výstrahu, a to nejen v Praze, ale prakticky na celém okupovaném území Čech a Moravy.
Mezitím postupovala do Československa od západu americká 3. armáda generála George Pattona. Už koncem dubna dostal Patton rozkaz zabezpečit československé hranice až po Rakousko. 4. května ve večerních hodinách zatelefonoval Pattonovi vrchní spojenecký velitel generál Dwight D. Eisenhower a dal mu svolení k dalšímu postupu do nitra Československa. Pattonova armáda, která čítala asi 540 000 vojáků, vyrazila hned následující den ráno. Místy narážela na tuhý odpor, jinde se Němci rychle vzdávali, neboť se obávali sovětského zajetí. Sověti s americkým postupem nesouhlasili, sami ale měli do Prahy dál a sváděli s Němci tuhé boje. Když se 5. května Patton dozvěděl o bojích v Praze, večer oznámil svému nadřízenému, generálu Bradleymu, že do druhého dne se svými jednotkami Prahu dobude. Bradley nesouhlasil, chtěl, aby o této akci rozhodl generál Eisenhower. Bradley nakonec Pattonovi další postup zakázal a Eisenhower znovu ujistil generála Antonova, že vydal svým vojskům rozkaz, aby nepostupovala za linii Karlovy Vary – Plzeň – České Budějovice. 6. května ve 14 hodin vyrazily k Praze sovětské síly od Drážďan, Brna a Krnova. O tomto postupu ale nebyli povstalci informováni. Do bojů proti Němcům v Praze se po dlouhém váhání zapojily i jednotky Ruské osvobozenecké armády, tzv. Vlasovci. Dobyli několik pražských čtvrtí včetně Ruzyňského letiště, ale po roztržce s komunistickými členy ČNR (například Josef Smrkovský nazval Vlasovce zrádci a nepřáteli) se z Prahy stáhli. Západní spojenci neposkytli Praze žádnou pomoc – slíbené letecké dodávky zbraní a munice zakázali Sověti, neboť si nepřáli ve svém prostoru žádná cizí letadla, a když 7. května večer dorazila do Prahy delegace americké armády, pouze oznámila vzbouřencům, že Německo podepsalo kapitulaci a Američané do Prahy nepřijdou. Sověti též zakázali zapojení československých letců.

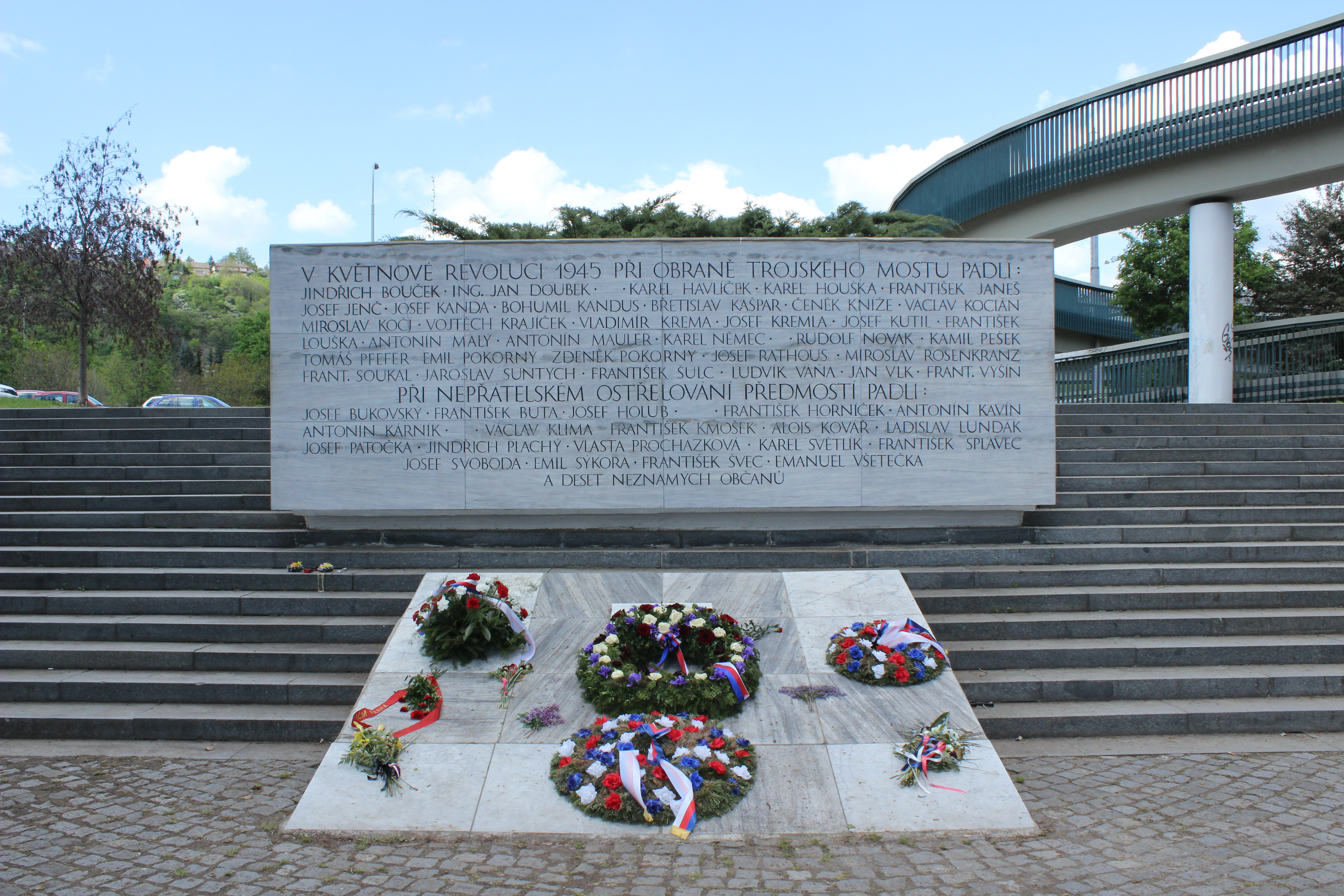
Seznam padlých obránců Trojského mostu (na jehož místě dnes stojí Most Barikádníků) v Praze

Boje pokračovaly i po podpisu bezpodmínečné kapitulace Německem 7. května 1945 (v platnost měla vstoupit 8. května o půlnoci), kdy se německé jednotky snažily vzdát se americké armádě, protože ze sovětského zajetí panovaly značné obavy. Tyto boje vedly zejména jednotky Waffen SS, ale nebylo výjimkou, že se jich účastnily i jednotky Wehrmachtu. Dopoledne 7. května vydal Hitlerův nástupce Karl Dönitz rozkaz maršálu Ferdinandu Schörnerovi, aby se svojí armádní skupinou ustoupil na západ. Hlavní snahou Schörnerových sil bylo dostat se do amerického zajetí. Ústup se však kvůli nutnosti obejít bojující Prahu zpomaloval, jednotky musely používat vedlejší silnice, docházelo k dopravním zácpám.
7. května večer do Prahy přijela americká vojenská delegace a setkala se se zástupci velitelství Bartoš. Přivezla však pouze zprávu o německé kapitulaci a sdělení, že přijít na pomoc Praze Američané nemohou. Další americká delegace dorazila do Prahy v noci na 8. května. Jejím cílem byly lázně Velichovky, kde sídlil štáb maršála Schörnera. V Praze členové delegace jednali jak s velitelstvím Bartoš, tak s generálem Toussaintem, velitelem německých sil v Praze. Toho žádali, aby zastavil boje v Praze a pomohl přesvědčit Schörnera, aby vydal rozkaz zanechat odporu, neboť třetí říše již kapitulovala. Není jasné, zda se delegace ve Velichovkách se Schörnerem opravdu setkala – podle některých zdrojů ano, podle jiných Schörner už předtím uprchl. Němečtí generálové ale zastavení bojů odmítali, vymlouvali se na ztrátu spojení s podřízenými jednotkami a byli odhodláni vynutit si cestu do amerického zajetí zbraněmi. Na zpáteční cestě se americká vojenská mise Praze vyhnula. V Kralupech a Českém Brodě zabránila Němcům ve vraždě českých rukojmích.

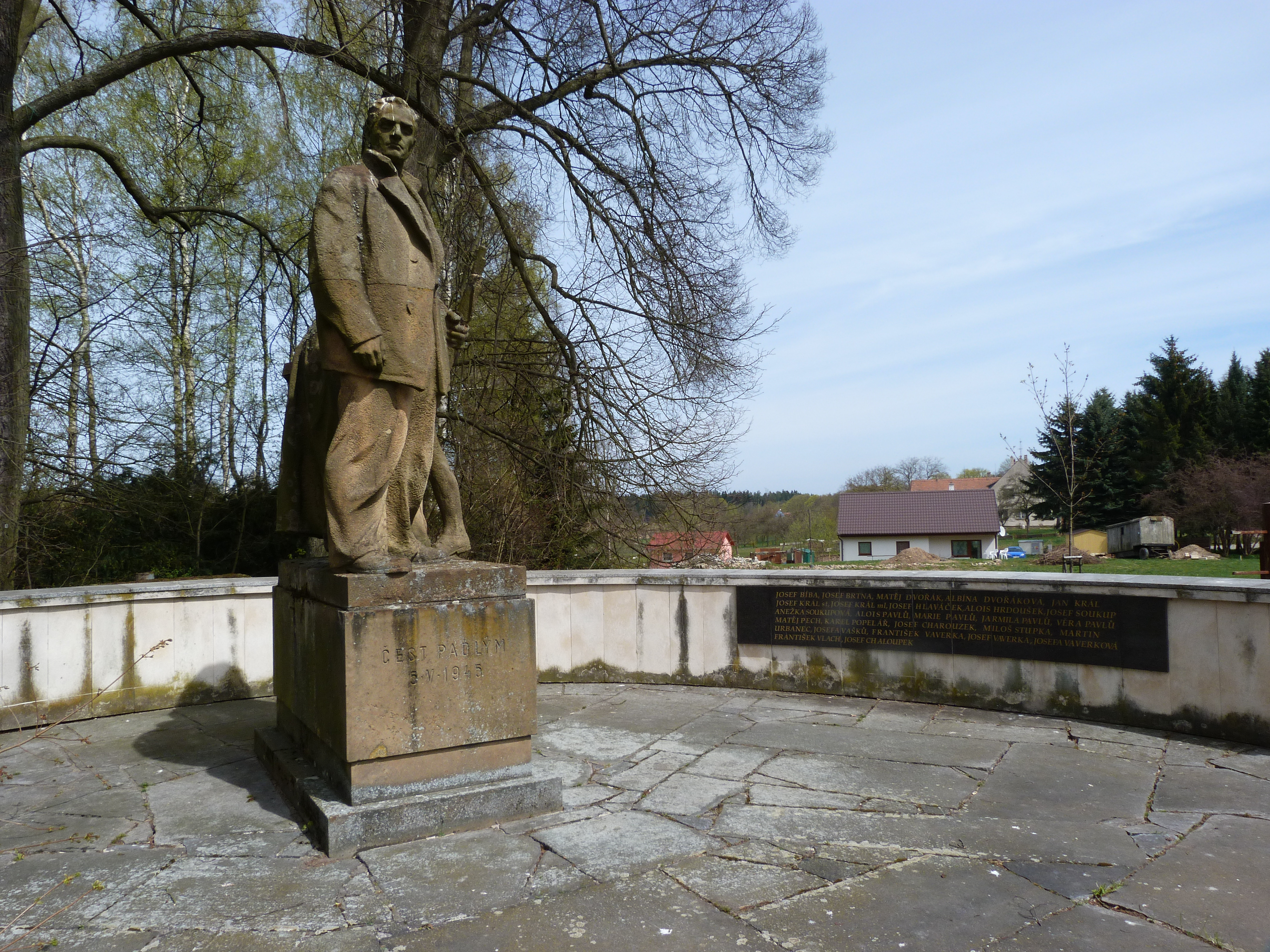
Památník obce Leskovic, kterou vyvraždili příslušníci SS pod velením Waltera Haucka v květnu 1945

8. května ráno oznámil moskevský rozhlas, že Rudá armáda prolomila německé linie u Drážďan a postupuje do Čech. Nebylo ale zřejmé, kdy bude moci dorazit do Prahy. Leteckou podporu Sověti povstalcům neposkytli, a také v tom bránili Američanům. Českým povstalcům přitom docházely síly, neměli dost zbraní ani střeliva. Velení německých vojsk si bylo této situace dobře vědomo. V časných ranních hodinách 8. května začal dosud nejmohutnější německý útok na Prahu za použití tanků, děl a letadel. Nejaktivněji si počínali příslušníci SS, zatímco někteří vojáci wehrmachtu už bojovat odmítali.
Schörner rozkázal Toussaintovi, aby Prahu zničil a její obyvatele vyvraždil, ten to ale odmítl a místo toho se v dopoledních hodinách vydal do sídla ČNR jednat o zastavení bojů. 8. května v 16 hodin byl mezi Touissantem, ČNR a velitelstvím Bartoš sepsán protokol o provedení kapitulace, který umožňoval Němcům průchod Prahou s tím, že dojde k zastavení bojů. V platnost měl vstoupit v 18:00 téhož dne. Němci měli dle dohody přestat bojovat a propustit všechny zajatce a internované osoby. Za to jim měl být umožněn volný odchod z Prahy směrem k Američanům. Letadla a těžkou vojenskou techniku měli zanechat na místě. Ojedinělé skupinky nacistických fanatiků nerespektovaly podepsanou kapitulaci a pokračovaly v boji.

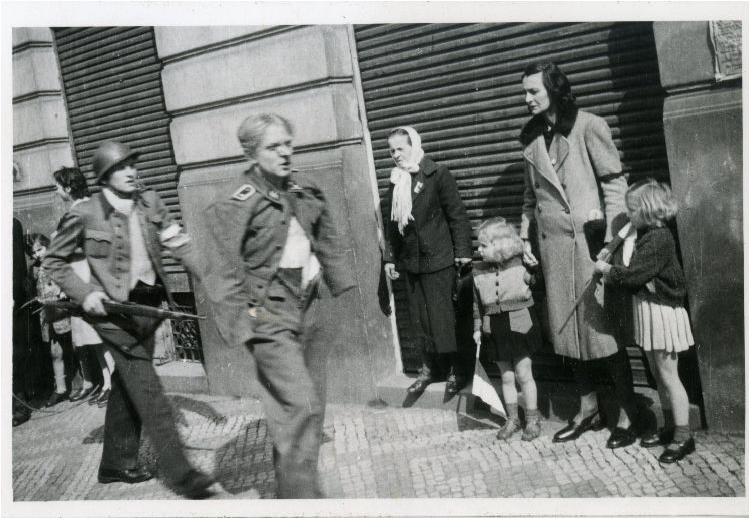
Zajatý německý voják 5. května 1945

Povstalci v Praze stále neměli informace, jak daleko od Prahy se nalézají sovětská vojska a kdy by mohla dorazit do Prahy. ČNR i velitelství Bartoš vyslaly své zástupce k Američanům, a diskutovali s nimi možnost osvobození Prahy. Američtí velitelé tuto variantu zvažovali, chyběl ale sovětský souhlas. Britský štáb nakonec české představitele informoval, že spojenci zasáhnou, pokud by po půlnoci na 9. května páchali Němci zvěrstva na obyvatelích Prahy. Americká armáda nakonec rozkaz k osvobození Prahy nikdy nedostala. 9. května ráno obsadila Prahu Rudá armáda.
8. května a poté 9. května, tedy po uzavření příměří, bombardovala československé území sovětská letadla ve snaze zabránit ústupu německé armády do americké zóny. V průběhu uvedených dvou dnů proběhlo celkem 66 náletů včetně těch v následujících obcích a městech: Hrotovice, Krucemburk, Ždírec nad Doubravou, Mělník, Roudnice nad Labem, Byšice, Mladá Boleslav. Útoky vedly vždy v pěti až devítičlenných skupinách letouny Pe-2. Při těchto útocích zemřelo na 1300 lidí.[zdroj⁠?!]
Ustupující Němci se nadále snažili dostat do amerického zajetí. 9. května v 19:00 ale Američané svou demarkační linii uzavřeli a nepřijímali už další zajatce. Někteří němečtí vojáci raději volili boj do posledního okamžiku, než aby se nechali zajmout Sověty. Proto boje na českém území pokračovaly až do 12. května. Např. v obci Lejčkov na Táborsku střílely 9. května německé jednotky do lidí, kteří přišli k silnici pozorovat ústup německé armády; k střílení neozbrojených civilistů docházelo i na dalších místech. Poslední výstřely padly 11. května 1945 u Milína u Příbrami, kde jednotky SS vylákaly bílým praporem partyzánské parlamentáře a postříleli je. Poté došlo k boji, při kterém v otevřeném střetnutí s Němci padlo 60 českých partyzánů.[zdroj?]

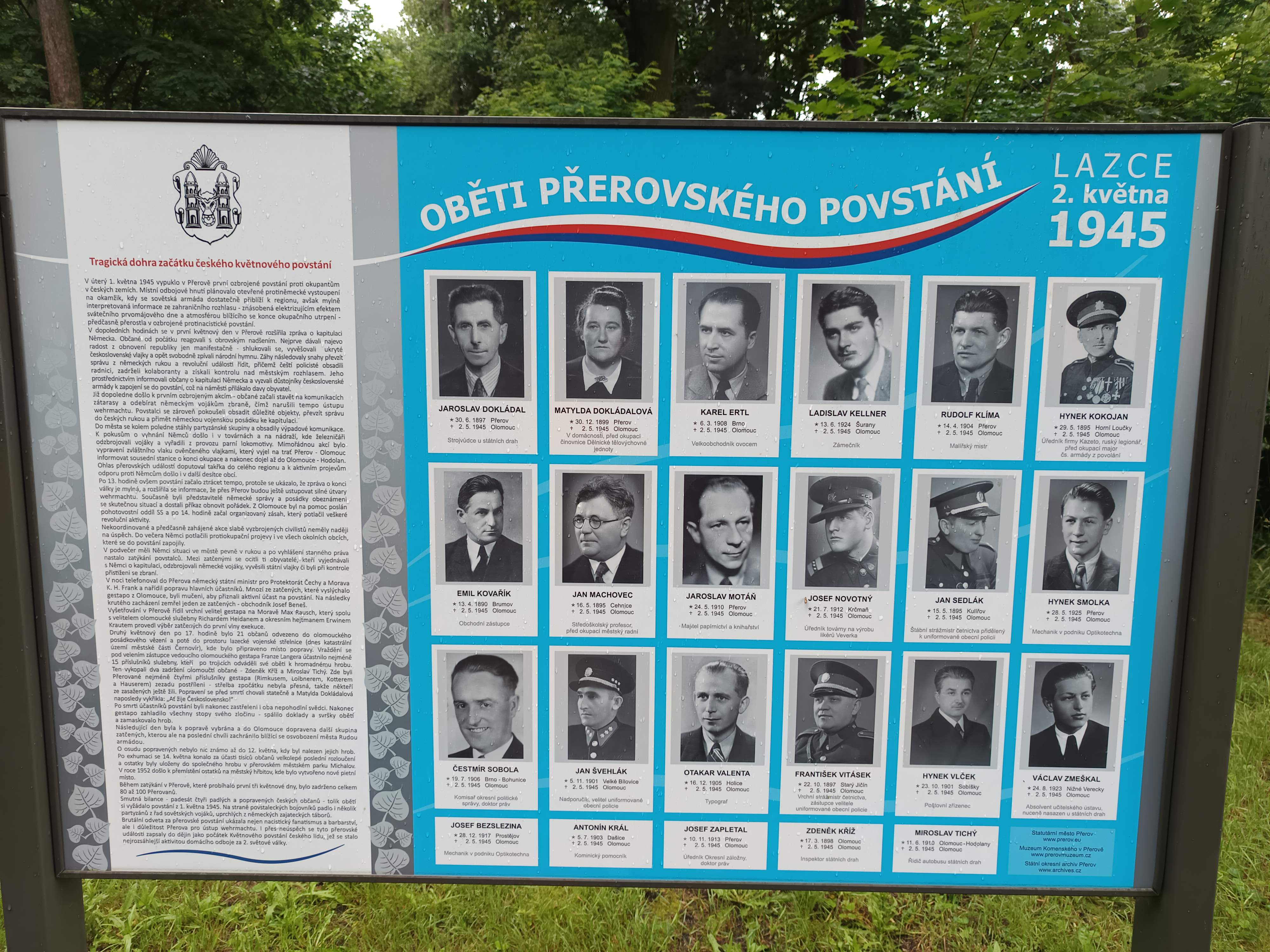
Informační panel v Olomouci u pomníku popraveným účastníkům přerovského povstání

Odhady počtu obětí povstání se liší. Podle jednoho zdroj si povstání vyžádalo v Praze 1694 českých životů, na českém a moravském venkově zahynulo přibližně dalších 8 tisíc občanů, přičemž v počtu obětí jsou zahrnuti jak lidé, kteří bojovali proti okupantům, tak i nacisty povražděné civilní osoby. Publicista Karel Pacner udává 11 700 mrtvých, z toho 3700 v Praze. Bilance ztrát podle něj mohla být podstatně nižší, kdyby ČNR požádala o pomoc Američany nebo kdyby se nebránila pomoci vlasovců.

## Další vývoj
Osvobozením Prahy začalo období tzv. Třetí Československé republiky, které trvalo do roku 1948, kdy Československo ovládli komunisté. 10. května 1945 přilétla do Prahy vláda Zdeňka Fierlingera a po slavnostním uvítání měla první zasedání spolu s Českou národní radou. 16. května se do Prahy vrátil Edvard Beneš, byl oslavován jako osvoboditel a znovu se ujal úřadu prezidenta. Komunistům to ale nebylo po chuti, raději by na Hradě viděli Zdeňka Nejedlého.
Mimo Prahu pokračovaly sporadické boje až do 20. května.

## Galerie

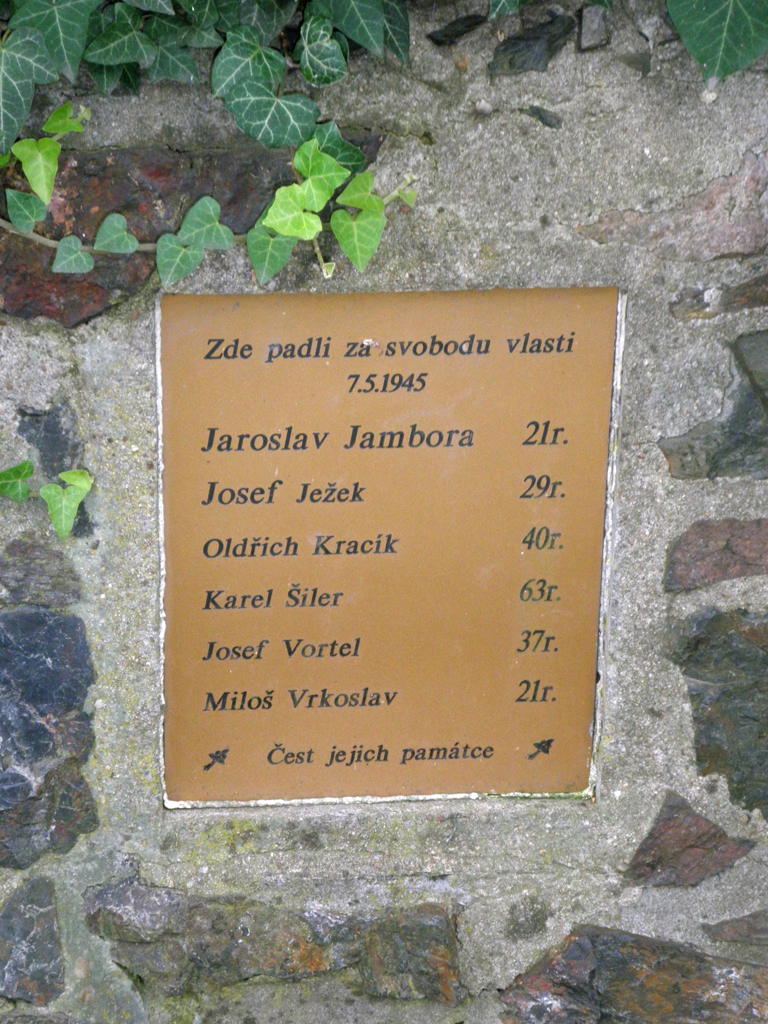
Pomník padlým v Kostelci nad Labem na předmostí mostu přes Labe
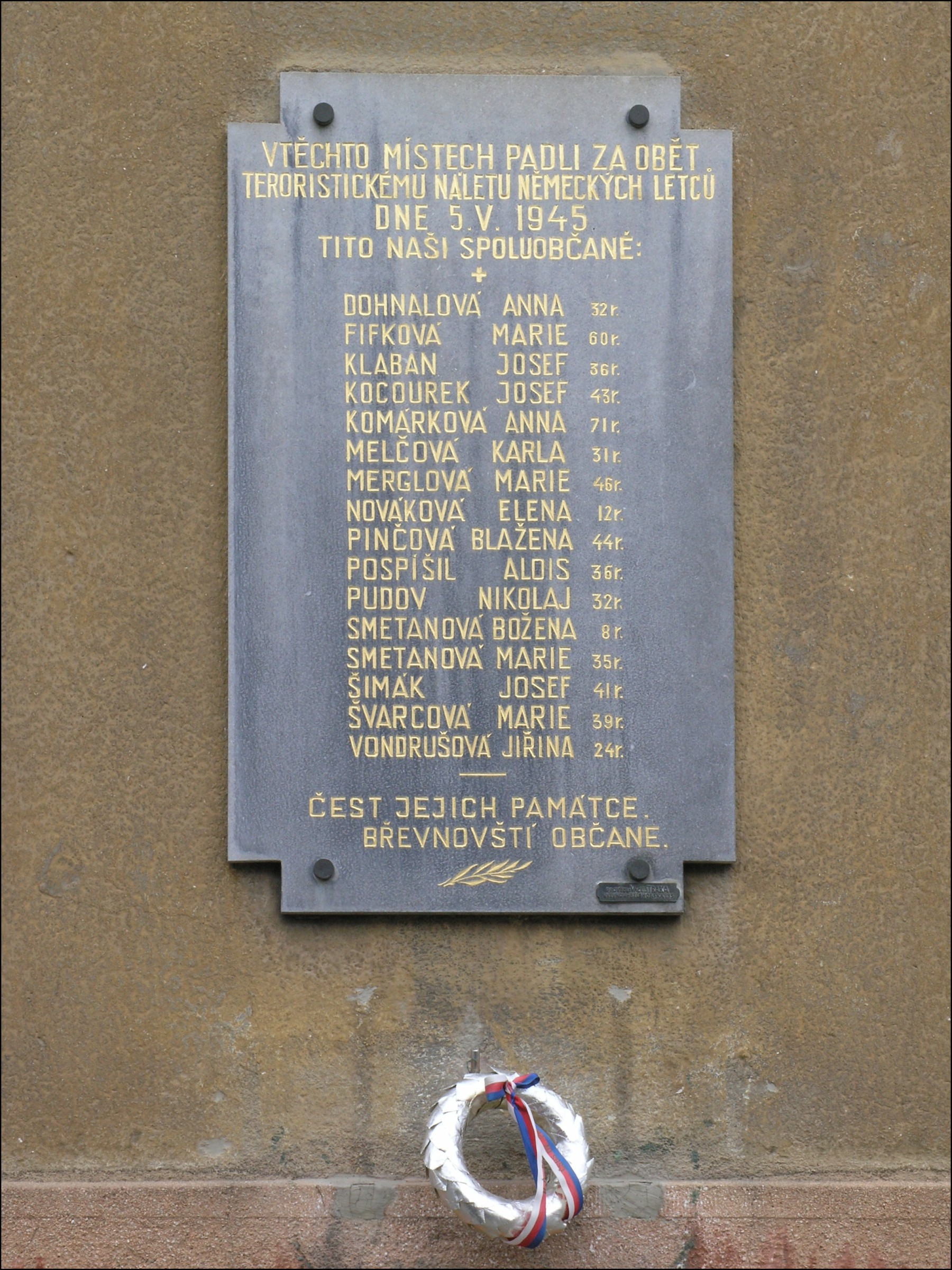
Pamětní deska na Břevnově, připomínající oběti německého náletu z 5. května 1945
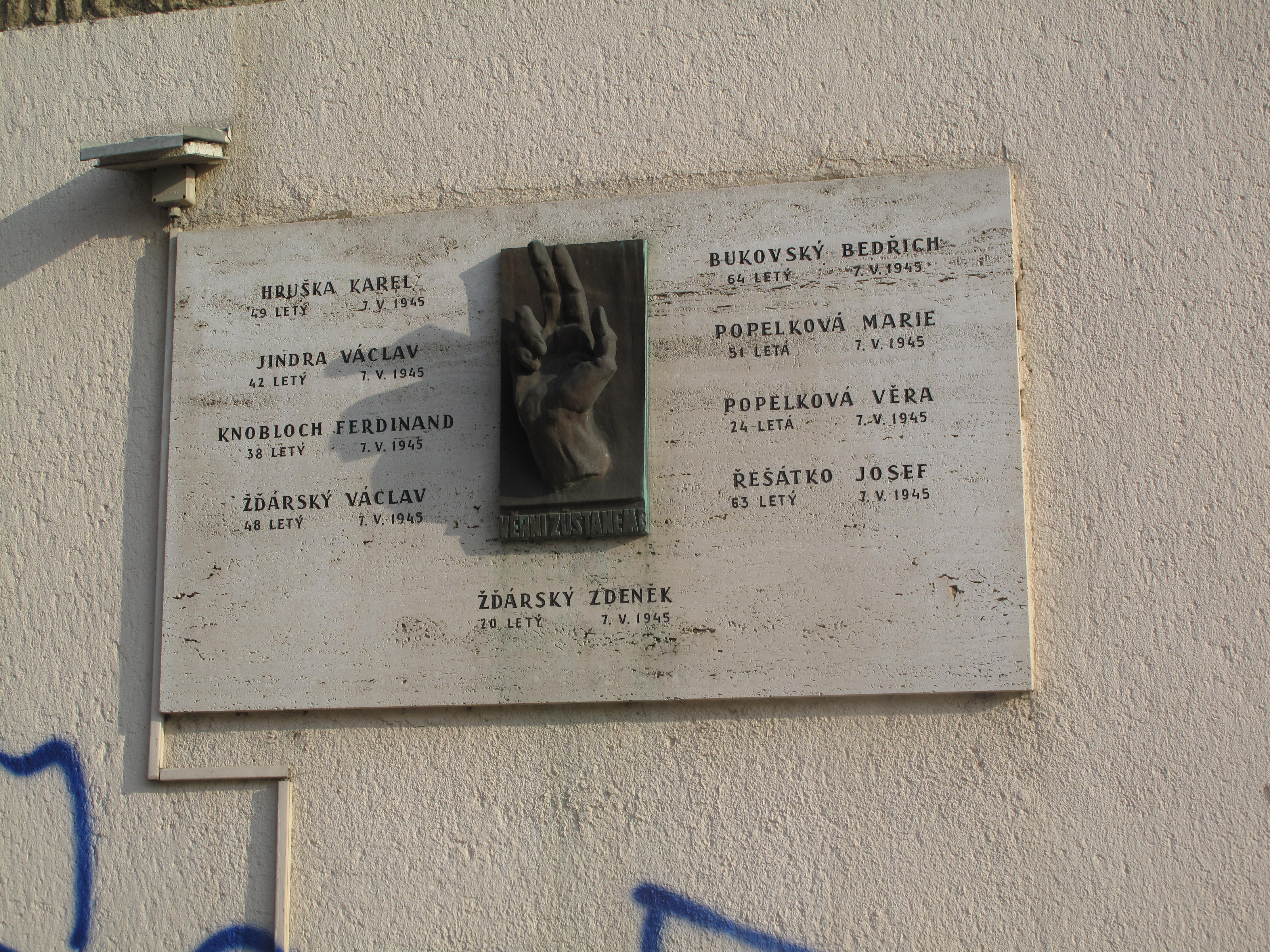
Pamětní deska v ulici Zenklova v Praze ze 7. května 1945
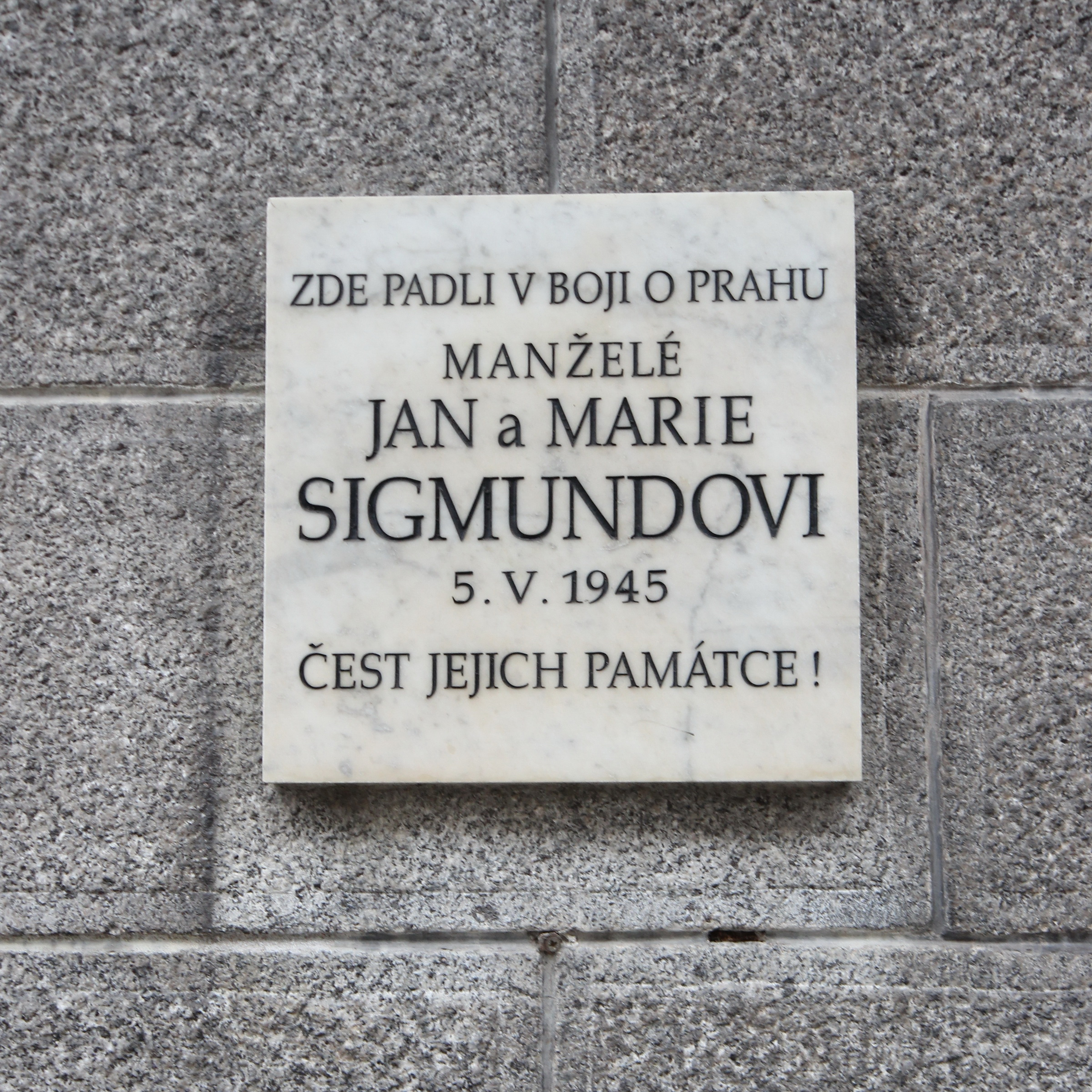
Pamětní deska v Praze na Novém Městě z 5. května 1945
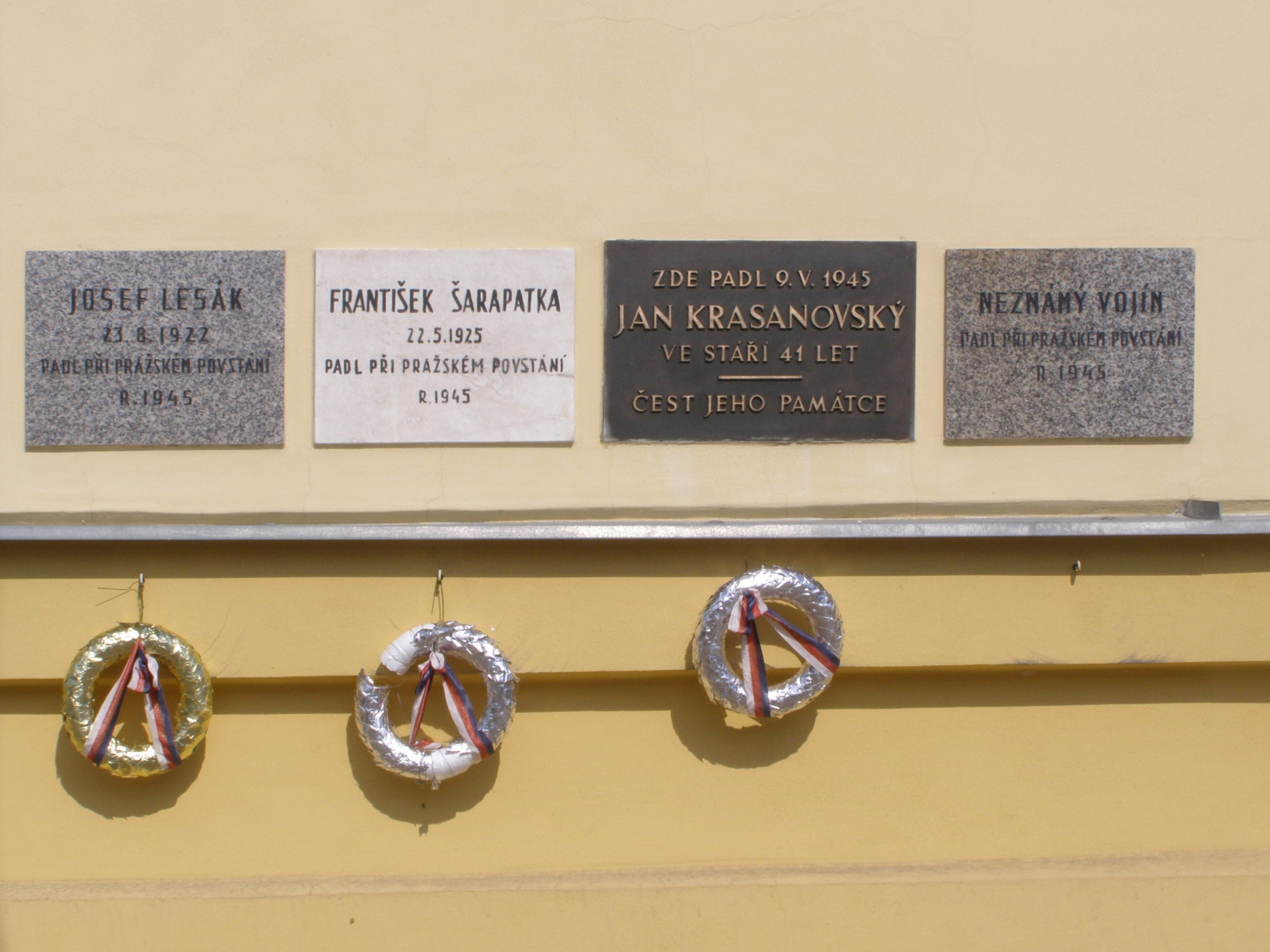
Pamětní desky padlým ve Střešovicích